# Wonders
『Wonders』（ワンダーズ）は、日本のソロプロジェクト・Neat'sが2012年1月28日にdada popから発売した1枚目のオリジナルアルバム。

## 内容
RYTHEMの解散後、ソロプロジェクトであるNeat'sを始動して初のオリジナルアルバム。一般流通では発売されず、オフィシャルサイトでの通販限定で発売された。
「BBB」「苦いコーヒーに溶けないでシュガーキューブ」「スロウモーション・ファンタジーズ」「ロンリーズ」「Command Z」「ナイト・イン・サイダー」「wonders」のミュージック・ビデオと、ライブでのドキュメンタリー映像、オフショット映像を収録したDVDが同梱されている。また、全盤共通で直筆サイン入りメッセージカードと、「photo & art gallery」のダウンロードコードが特典として封入された。
今作を制作する際にインスパイアした作品として『かいじゅうたちのいるところ』を挙げている。歌詞においてはRYTHEMでの大衆に広く訴えかけるポピュラー音楽とは異なり、自身の持つ孤独感や臆病感を前面に押し出しているが、サウンド面では自身の作りたいサウンドとポップのバランスを客観視して制作されている。

## 収録曲
1. BBB [2:49]
作詞・作曲・編曲：新津由衣
2. ナイト・イン・サイダー [3:26]
作詞・作曲・編曲：新津由衣
3. スロウモーション・ファンタジーズ [3:57]
作詞・作曲・編曲：新津由衣
4. ロンリーズ [2:46]
作詞・作曲・編曲：新津由衣
5. 首飾り [4:21]
作詞・作曲・編曲：新津由衣
6. Command Z [4:05]
作詞・作曲・編曲：新津由衣
7. ミス・クラウディの場合 [2:47]
作詞・作曲・編曲：新津由衣
8. 0 [3:14]
作詞・作曲・編曲：新津由衣
9. 苦いコーヒーに溶けないでシュガーキューブ [3:12]
作詞・作曲・編曲：新津由衣
10. MW〜melancholic wonders [1:07]
作詞・作曲・編曲：新津由衣
11. wonders [3:57]
作詞・作曲・編曲：新津由衣
今作の表題曲。